# César Canevaro Valega
Pour les articles homonymes, voir Canevaro.
César Canevaro Valega (18 janvier 1846, Lima - 31 octobre 1922, Lima) est un général et homme d'État péruvien.

## Biographie
Fils de Giuseppe Canevaro (es), duc de Zoagli, il suit la carrière militaire et devient général.
Il est président de la Chambre des députés en 1881, maire de Lima de 1881 à 1882, 1886 à 1890 et de 1894 à 1894, président du Sénat en 1894 et 1921 et Premier Vice-président du Péru de 1894 à 1895 et de 1919 à 1922.
Il est entre autres le frère de Felice Napoleone Canevaro et de José Francisco Canevaro.

### Sources
- (es) Cet article est partiellement ou en totalité issu de l’article de Wikipédia en espagnol intitulé « César Canevaro Valega » (voir la liste des auteurs).